# 1919 en Ontario
Chronologie de l'Ontario
- 1915
- 1916
- 1917
- 1918
- 1919
- 1920
- 1921
- 1922
- 1923

Cette page concerne des événements d'actualité qui se sont produits durant l'année 1919 dans la province canadienne de l'Ontario.

## Politique

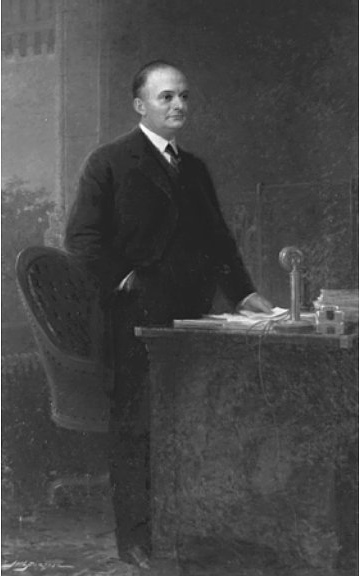
Ernest Charles Drury, 8e Premier ministre de l'Ontario

- Premier ministre : Ernest Charles Drury (parti Unité Fermiers) (élu le 20 octobre face au sortant William Hearst (Parti conservateur))
- Chef de l'Opposition: William Proudfoot puis Hartley Dewart (en) (Parti libéral)
- Lieutenant-gouverneur: John Strathearn Hendrie (en) puis Lionel Herbert Clarke (en)
- Législature: 14e (en) puis 15e (en)

## Événements
- Apparition du National Progressive Party né du mécontentement rural en Ontario et dans les provinces de l’Ouest. Les libéraux absorbent rapidement le mouvement.

### Octobre

Les membres du cabinat provincial.l

- 20 octobre : Élections générales ontariennes de 1919

## Naissances
- 17 février : J. M. S. Careless (en), historien († 6 avril 2009).
- 20 février : Thomas Ide (en), éducateur et président du fondateur de TVOntario († 23 octobre 1996).
- 21 mars : Victor Copps (en), 50e maire de Hamilton († 15 octobre 1988).
- 26 mars : Vernon Singer (en), député provincial de York-Centre (1959-1963), Downsview (1963-1975) et Wilson Heights (en) (1975-1977) († 20 septembre 2003).
- 27 mai : Francess Halpenny (en), éditeur et professeur.
- 11 septembre : Daphne Odjig, artiste.

## Décès
- 17 février : Wilfrid Laurier, 7e premier ministre du Canada (° 20 novembre 1841).
- 18 août : Joseph E. Seagram (en), député fédéral de Waterloo-Nord (1896-1908) (° 15 avril 1841).
- 10 novembre : Charles Mickle, chef du Parti libéral du Manitoba (° 22 juillet 1849).
- 10 décembre : Arthur Boyle (en), député fédéral de Monck (1887-1891, 1892) (° 1842).
- 29 décembre : William Osler, médecin (° 12 juillet 1849).